# Курбанов, Амир Абакарович
Амир Абакарович Курбанов (23 декабря 1909, с. Нижний Дженгутай Темир-Хан-Шуринского округа Дагестанской области, Российская империя (ныне Буйнакского района Дагестана — 1966) — дагестанский советский драматург, актёр, прозаик и театральный деятель. Заслуженный деятель искусств Дагестанской АССР (1955). Народный артист Дагестанской АССР (1959). Член Союза писателей СССР (с 1943).
Один из основоположников кумыкской и дагестанской драматургии.

## Биография
Кумык. Воспитанник детского дома в Буйнакске. С 1925 учился в педагогическом техникуме. С 1926 года во вновь организованной в Дагестане первой национальной театральной студии (в 1927 году — театральный техникум).
После его окончания, стал одним из организаторов Кумыкского музыкально-драматического театра.
В 1937 году А. Курбанов был репрессирован и сослан в Сибирь. Освободился в начале 1944 года.
Погиб в результате несчастного случая.

## Творчество
Автор более тридцати пьес, посвящённых революционным проблемам и гражданской войне на Кавказе, о современной колхозной жизни. Создал несколько прозаических произведений, в частности, повесть «В предгорном ауле» (1963).

## Избранные произведения
- «Чабан Арслан», (удостоена первой республиканской премии в 1934 году),
- «Али и Вали» (комедия, 1935),
- «Зависть» (1947),
- «Дядя Али» (1948),
- «Свадьба Кайтмаса» (1956),
- «Выдаю маму замуж» (1964),
- «Поворот» (драма),
- «Бораган» (сказка, 1951),
- «Любовь Асият» (драма, 1946),
- «Соседи» (драма, 1948),
- «У снежных гор» (драма, 1952),
- «Свадьба Кайтмаса» (водевиль, 1955),
- «Смех и горе»,
- «Пастушка»,
- «Первый военком»,
- «Дорогой жизни» (в соавторстве с М.-С. Яхьяевым, 1960),
- «Горы в огне» (1959),
- «Кто виноват?… Мать!».

Ему же принадлежит несколько одноактных пьес: «Бейбулла», «Виновата ли Айшат?», «В ночной буран» и других.
Пьесы А. Курбанова поставлены на сцене Кумыкского музыкально-драматического театра имени А.- П. Салаватова и ряда дагестанских театров и театров Северного Кавказа.
А. Курбанов является составителем первого сборника «Пьесы дагестанских драматургов», изданного в 1960 году.
Театральный остро характерный актёр, сосредоточивавший внимание зрителей преимущественно на одной центральной черте характера героя, добивался яркой выразительности внешней формы, создавал укрупнённые, сильные образы, обладал большим темпераментом. А. Курбановым были созданы незабываемые образы персонажей дагестанской, русской, советской драматургии и западной классики.
Среди них, Надиршах («Андалал» М. Хуршилова), Болат («Красные партизаны»
А. Салаватова), Бархудар («Намус» А. Ширванзаде), Моисей («Испанцы»
М. Лермонтова), «Отелло» Шекспира (1934, 1946), Жевакин («Женитьба» Н. Гоголя), Алыпкач («Под деревом» Рустамова, муз. Гасанова), «Хаджи Мурат» (одноименная пьеса по Л. Толстому) и др.

## Награды
- орден Трудового Красного Знамени (04.05.1960)
- Заслуженный деятель искусств Дагестанской АССР (1955)
- Народный артист Дагестанской АССР (1959)
- Почётная грамота Президиума Верховного Совета Дагестанской АССР